# ذي برايس أوف أدميشن
ذي برايس أوف أدميشن:
```
How America's Ruling Class Buys Its Way into Elite Colleges - and Who Gets Left Outside the Gates
 هو كتاب صادر عام 
2005
 من قِبل 
دانييال جولدن
، الحاصل على 
جائزة بوليتزر
 في الصحافة.
[
1
]
 وينتقد الكتاب نظم القبول في الجامعات الأمريكية المتميزة، بما في ذلك الأفضليات الممنوحة للمتقدمين من الأثرياء وأطفال المشاهير والتفضيلات القائمة على العلاقة التاريخية مع المؤسسة. كما يوثق الكتاب التمييز ضد الأمريكيين من أصل آسيوي في عملية القبول.
```

## وصلات خارجية
- The Price of Admission at www.randomhouse.com